# 정민성 (야구 선수)
정민성(2005년 5월 9일 ~ )은 KBO 삼성 라이온즈의 투수이다.

## 삼성 라이온즈시절
2024년에 입단하였다. 2025년 5월 4일 두산 베어스와의 경기에 출전하며 데뷔 첫 경기를 치렀고, 경기에서 1이닝 4실점 4자책을 기록하였다.

## 출신 학교
- 군산중앙초등학교
- 군산중학교
- 군산상일고등학교